# Uitlaat (Humo)
Uitlaat is een humoristische lezersrubriek in het blad Humo. 

## Concept
Uitlaat loopt al sinds 1 januari 1971 in het blad. De rubriek werd bedacht door Guy Mortier en is traditiegetrouw terug te vinden bij de TTT-pagina’s. In tegenstelling tot de ernstige lezersrubriek Open Venster in het blad  is Uitlaat uitsluitend bedoeld voor humoristische inzendingen. Lezers sturen opmerkingen, bedenkingen of grappen rond een recent Humo-artikel of actueel thema op die soms door iemand van het blad zelf  (de Uitlaatcommentator) humoristisch weerwoord krijgen. 
De Uitlaat-berichten zijn altijd zeer kort en worden onder pseudoniemen geschreven. Vroeger werden er ook weleens cartoons of lachwekkend overkomende advertenties of krantenartikels opgestuurd, maar meestal zijn de berichten moppen, woordspelingen en/of running gags. 

## Verklaring van de naam
De naam van de rubriek is een woordspeling op iets uitlaten (in de betekenis van je hart luchten), de uitlaat van een auto (als verwijzing naar de vaak laag-bij-de-grondse boodschappen) en een hond uitlaten, wat traditioneel ook de afbeelding is die bij de rubriek wordt gezet. Vroeger was de afbeelding een illustratie van Tom Schamp, tegenwoordig van Jeroom. 

## De Uitlaatcommentator
Sommige berichten worden beantwoord door de mysterieuze Uitlaatcommentator. Meestal levert hij sarcastische of ironische commentaar op het gebrek aan niveau of humor van de ingezonden berichten. Zijn weerwoord is vaak grappiger dan het bericht zelf. 
De identiteit van deze anonieme auteur is al jaren een running gag in het blad. Sommige lezers hebben al geprobeerd hem te ontmaskeren door zijn naam in te vullen op hun Humo's Pop Poll-formulier in de hoop dat hij zal winnen en zijn foto eindelijk wordt afgebeeld, maar meestal scoort zijn naam niet hoog genoeg. Algemeen wordt aangenomen dat er waarschijnlijk meerdere auteurs de commentaar voor Uitlaat verzorgen. 